# De humani corporis fabrica
De humani corporis fabrica libri septem (tiếng Latinh: "Về cấu trúc cơ thể con người qua bảy cuốn sách") là một bộ sách về giải phẫu người do nhà giải phẫu đại tài Andreas Vesalius (1514-1564) viết và xuất bản năm 1543. Đó là một bước tiến lớn trong lịch sử giải phẫu học để vượt qua thời đại thống trị lâu dài của y học Galen, cách trình bày cuốn sách cũng là một đột phá bấy giờ.
Bộ sách được dựa trên bài giảng của ông khi ở Padova. Trong lúc giới bác sĩ đương thời chỉ nghiên cứu sách vở, ông đã thoát khỏi thói thường này bằng cách trực tiếp mổ xẻ xác người để minh họa những gì ông đang thảo luận. Các ca phẫu thuật trước đó thì chỉ được thực hiện bởi những tay thợ cạo, còn những bác sĩ y khoa thực sự thì chỉ "chỉ đạo" và không thực hành gì cả. Tác phẩm của Vesalius đã trình bày cẩn thận và tỉ mỉ về các cơ quan và cấu trúc hoàn chỉnh của cơ thể con người. Điều này sẽ không thể có được nếu không có nhiều tiến bộ đã được thực hiện trong thời kỳ Phục hưng, bao gồm cả sự phát triển về cách biểu diễn trực quan và sự phát triển của kỹ thuật in ấn với các bản khắc gỗ. Nhờ những phát triển này và sự cẩn thận, quyết đoán của mình, Vesalius đã có thể tạo ra các hình minh họa vượt trội so với bất kỳ sản phẩm nào được sản xuất trước đó.

## Những bản sao còn sót lại
Hơn 700 bản sao từ các phiên bản giữa hai năm 1543 và 1555 còn tồn tại đến bây giờ.
Một bản sao của cuốn sách với bìa bằng da người đã được tặng cho Thư viện John Hay của Đại học Brown bởi một cựu sinh viên. Bìa của nó được "đánh bóng với một màu nâu vàng mịn" và, theo những người đã xem cuốn sách, nó trông giống như da mịn. Đóng bìa sách y khoa bằng da người không phải là một điều hiếm gặp cho đến thế kỷ 18. Họ sử dụng ngay da của những người bị kết án tử hình và những người nghèo đã chết mà không có ai nhận lại xác để đóng sách.
Bản sao lần xuất bản đầu tiên cũng có trong Thư viện Y khoa Harvey Cushing/John Hay Whitney của Đại học Yale. Ban đầu nó được Harvey Cushing mua vào năm 1905 và trở thành văn bản giải phẫu đầu tiên ông sử dụng cho bộ sưu tập lớn của mình. Thư viện cũng sở hữu của nhiều bản in và nhái lại của Fabrica.
Một ấn bản năm 1943 khác là một phần của bộ sưu tập lịch sử tại Thư viện Trung tâm Khoa học sức khỏe Woodruff của Đại học Emory.

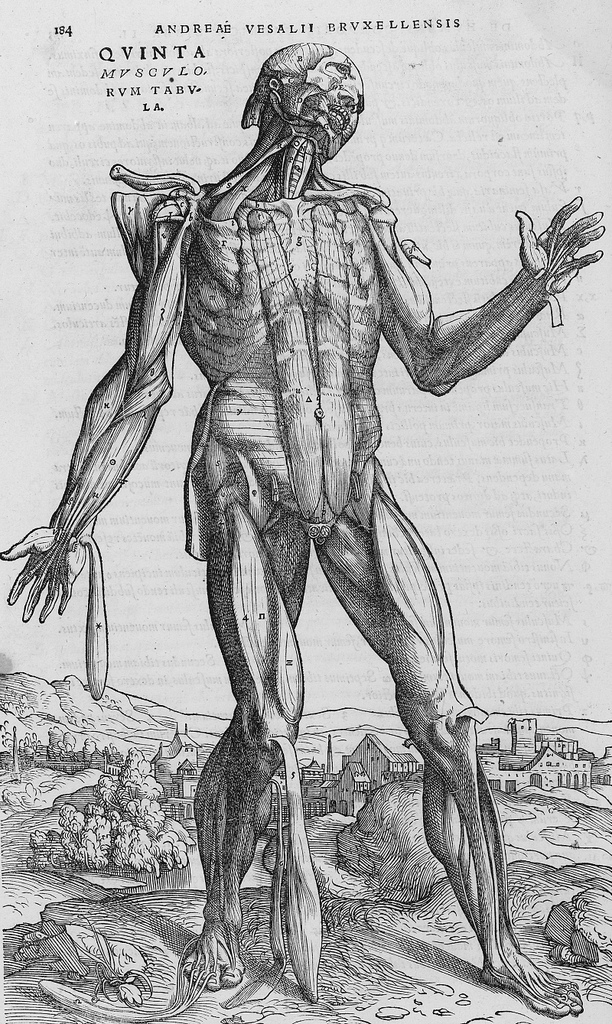
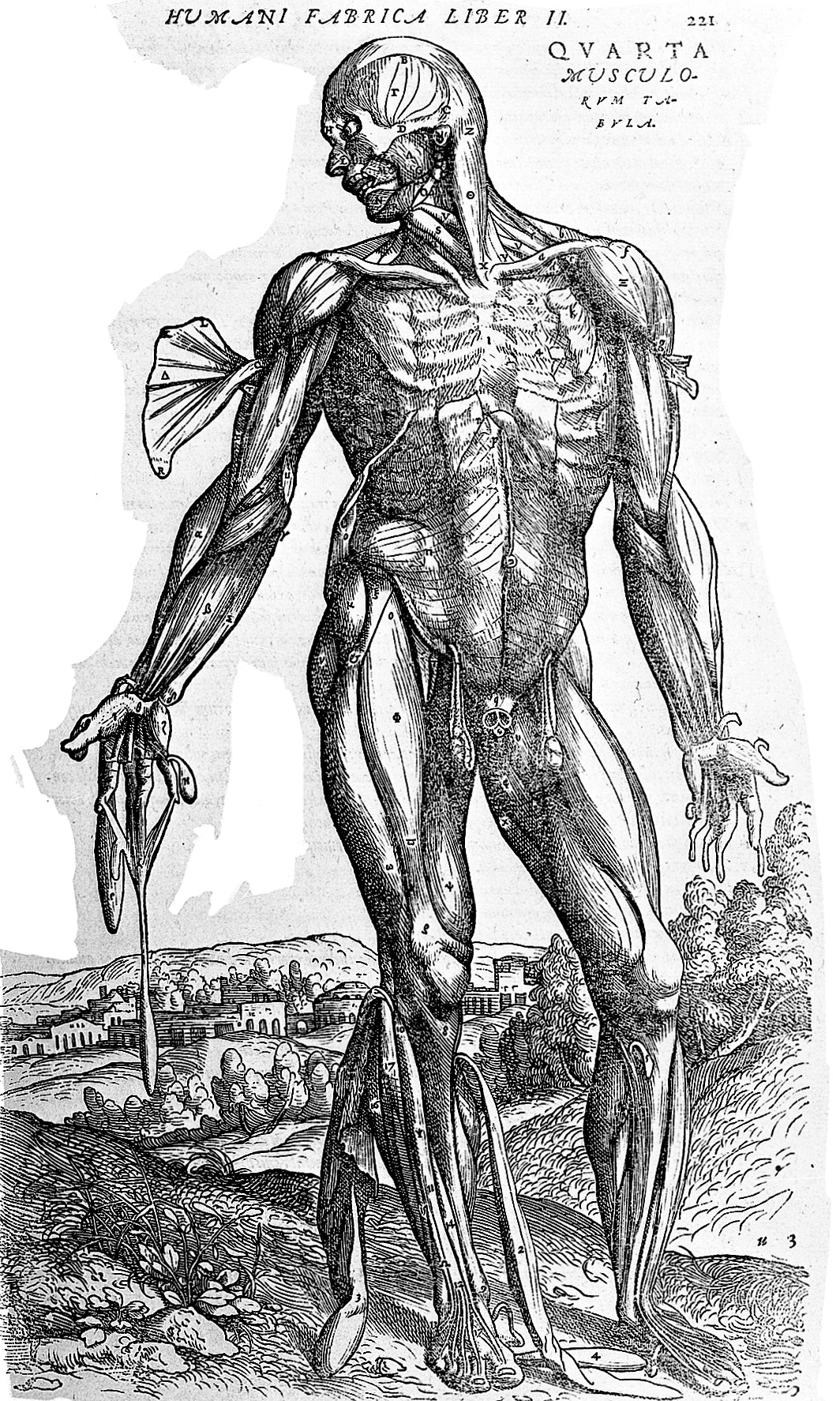
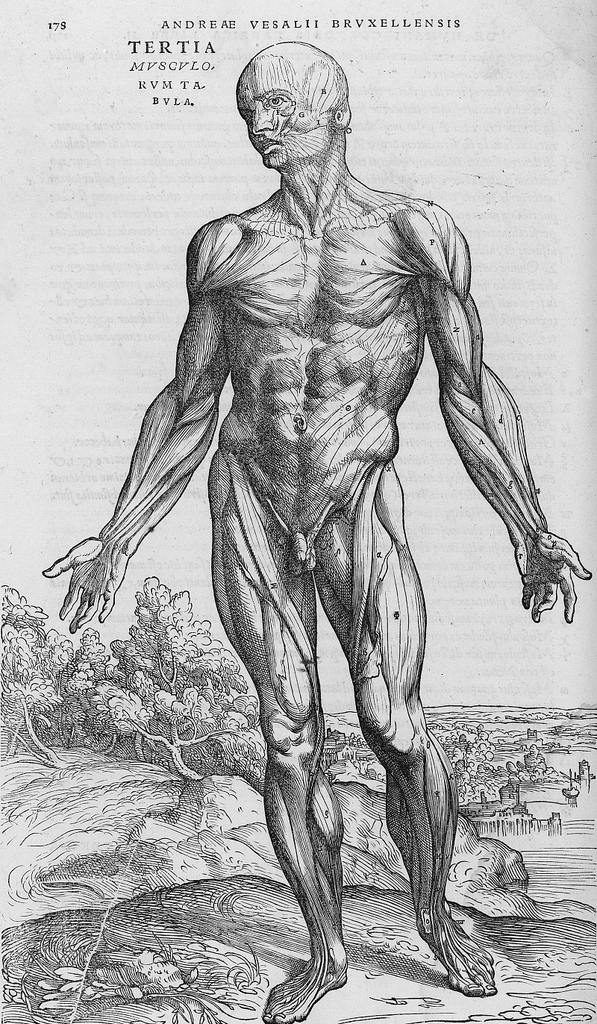
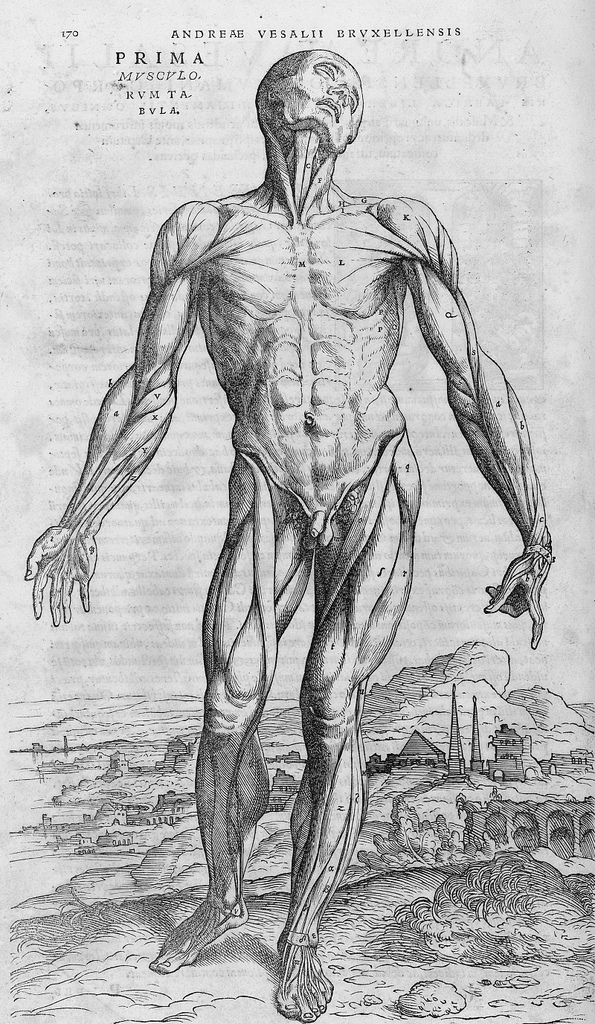
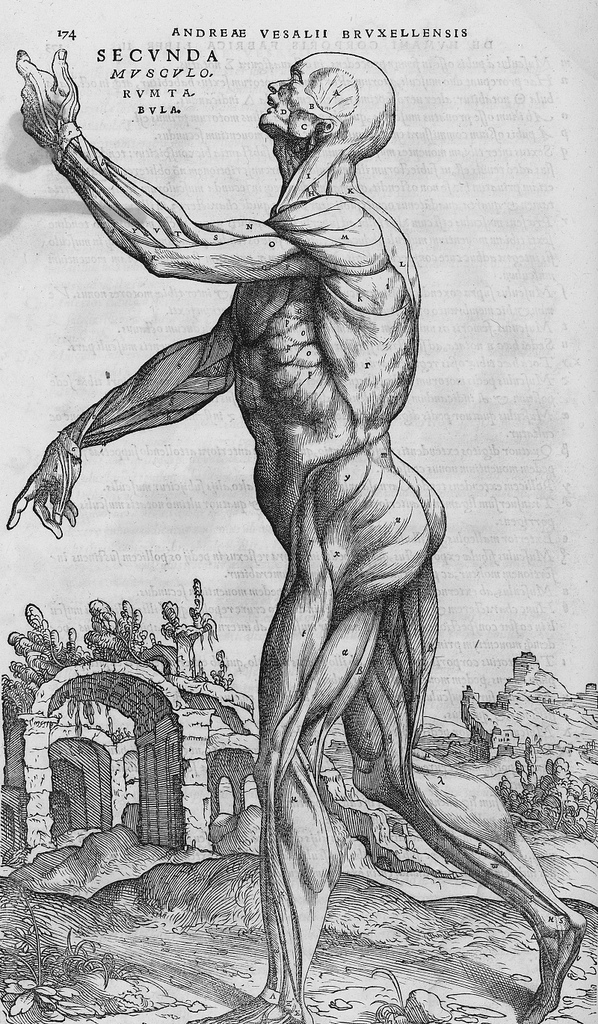

Một số hình ảnh, mặc dù được ở các trang khác nhau trong sách, lại tạo một bức nền toàn cảnh nếu khi được đặt cạnh nhau.